# Hybrid Memory Cube
Pour les articles homonymes, voir HMC.

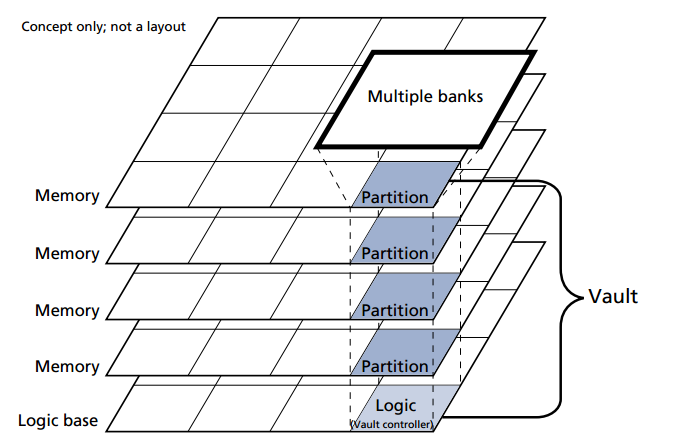
Architecture HMC

La mémoire Hybrid Memory Cube (HMC) est une mémoire constituée de couches empilées de mémoire de type DRAM. Cet empilement donne une troisième dimension à la mémoire (habituellement organisée sur une grille bidimensionnelle), d'où le terme cube. La partie de contrôle et la partie stockage de la mémoire sont fusionnées (habituellement, ce sont deux entités séparées sur une DRAM), d'où le terme « Hybrid ».

## Historique
Le concept de cette mémoire a été énoncé début 2011 par la société américaine Micron. Micron et Samsung (coréen) se sont associés en novembre 2011 pour passer du stade de concept à la commercialisation (prévue en 2013/2014).

## Caractéristiques
La consommation électrique est 70 % en moins que celle de la DDR3. Le débit de données est 15 fois supérieur à celui de la DDR3.